# Machilus austroguizhouensis
Machilus austroguizhouensis är en lagerväxtart som beskrevs av S. K. Lee & F. N. Wei. Machilus austroguizhouensis ingår i släktet Machilus och familjen lagerväxter. Inga underarter finns listade i Catalogue of Life.